# Doxodrame
Le doxodrame, inventé par le psychosociologue français Igor Reitzman, est une intervention qui permet à un groupe de découvrir lui-même les attitudes et les opinions dominantes dans le groupe, tout en respectant le légitime besoin d'opacité et de sécurité de chacun. Il est utilisé en France depuis 1976, avec des groupes d’adultes en formation.